# Chiesa e convento di San Francesco (Castelvecchio Subequo)
Il convento di San Francesco, monumento nazionale dal 1902, si trova presso Castelvecchio Subequo, in provincia dell'Aquila.

## Storia

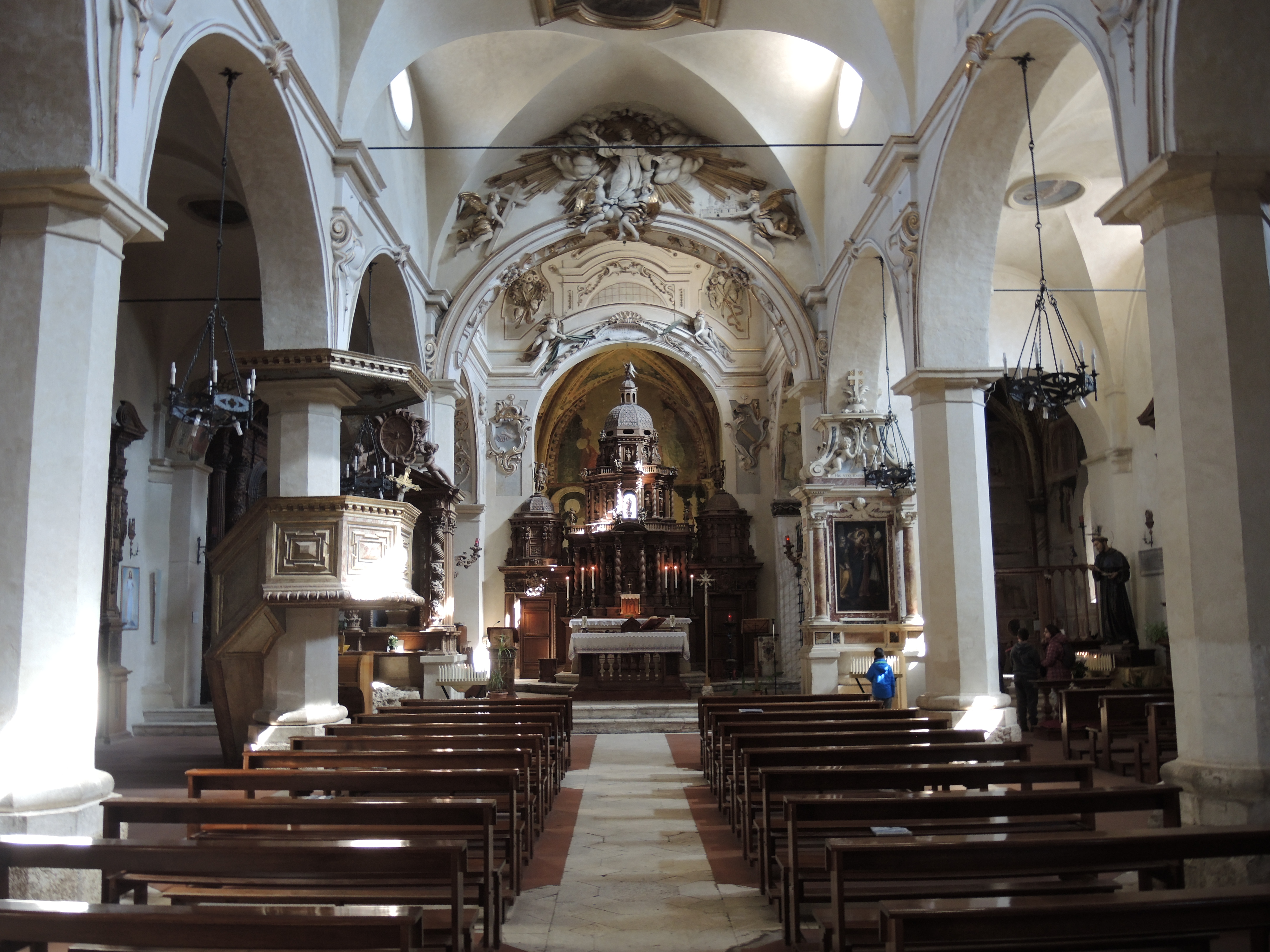
Interno

La costruzione del convento è legata alla presenza di Francesco d'Assisi nell'area tra il 1216 e il 1222 grazie all'ospitalità offerta dai conti di Celano nel castello di Gagliano Aterno, che donarono anche al santo la chiesa di Santa Maria piè di Potano.
La costruzione del convento nei pressi della chiesa avverrà tra il 1221 e il 1261, per avviare nel 1267 la costruzione di una chiesa più ampia, consacrata nel 1288 e successivamente trasformata nel 1647.
La notte del 25 luglio 1298 fece sosta a Castelvecchio Subequo Piero del Morrone durante il suo viaggio da Sulmona all'Aquila per diventare papa Celestino V e durante la sosta avvenne una guarigione miracolosa ricordata ogni anno il 28 agosto, giorno della Perdonanza Celestiniana.
Nella chiesa viene conservata anche una reliquia contenente sangue delle stimmate di San Francesco. Questa fu donata ai conti di Celano che a loro volta la donarono al convento di Castelvecchio, dove è conservata in un reliquiario trecentesco in cristallo, poggiato su piedistalli di argento ed ornato di smalti con figure di angeli e lo stemma dei conti di Celano. Il 1 di Ottobre del 2013, secondo la testimonianza di Suor Miryam Castelli ed altre 10 persone, il sangue della reliquia si sarebbe liquefatto e sarebbe la seconda liquefazione avvenuta dopo quella del 1860.
Nel 1643 al chiostro originario venne aggiunto il loggiato superiore, mentre nel settecento il convento subì un ulteriore ampliamento con l'aggiunta di un secondo chiostro.
Il convento attualmente ospita al suo interno anche il museo di arte sacra ed il museo archeologico, con i reperti dell'antica Superaequum.

## Architettura

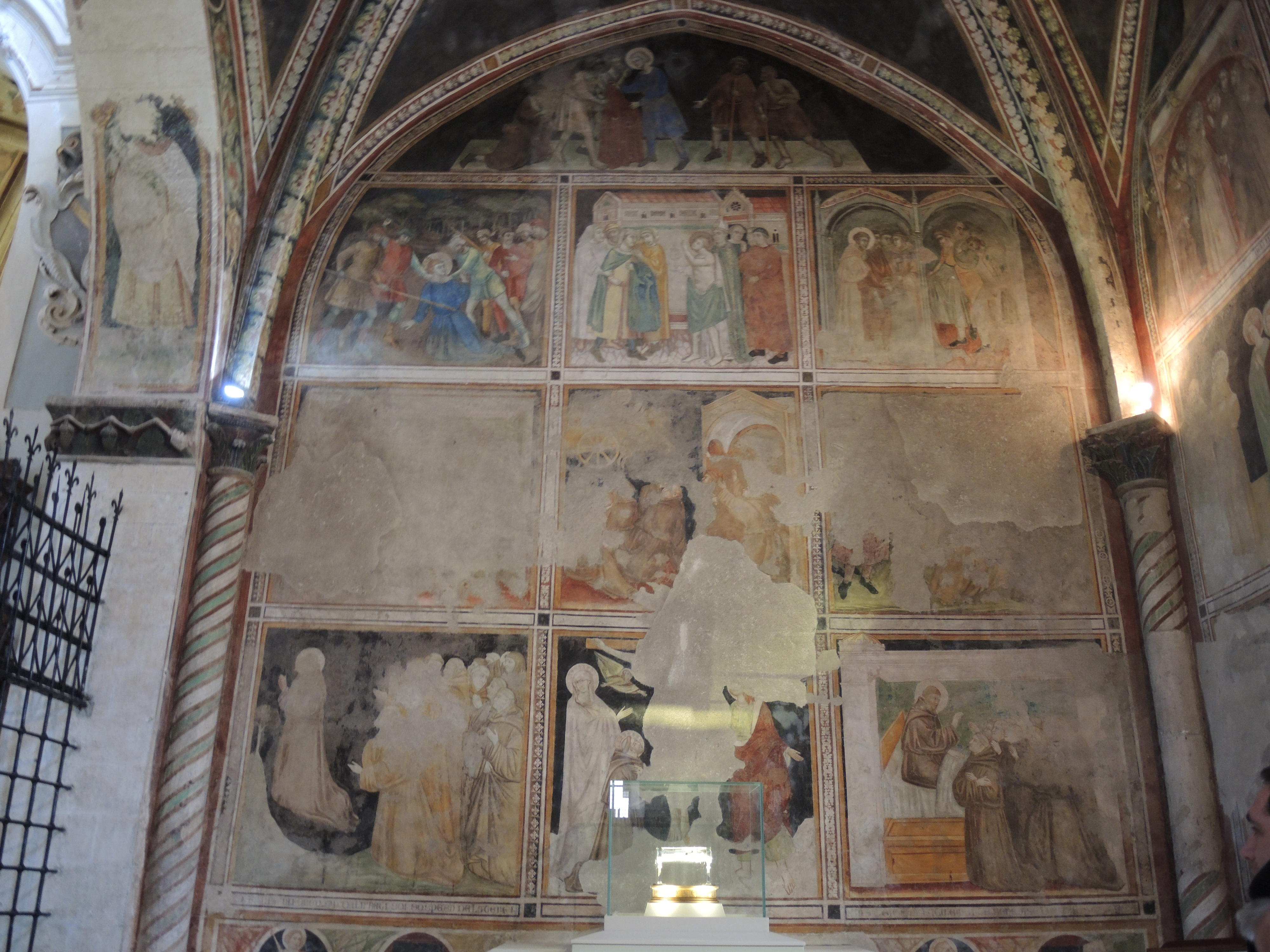
Affreschi e teca del sangue di San Francesco

La chiesa è un raro esempio di architettura francescana su tre navate. 

### Esterno
Il complesso vede la chiesa a pianta longitudinale a croce latina, con bracci del transetto sporgenti. Il muro che guarda sulla strada è stato rinforzato nel XIX secolo da contrafforti laterali, ed è suddiviso da un ordine di due finestre bifore gotiche. La torre campanaria è stata terminata nella metà del XVII secolo, ha pianta rettangolare, e termina con una cuspide a cipolla. Il corpo laterale destro è abbracciato dagli edifici del convento, dotati di un cortile interno quadrangolare a doppio ordine di arcate a tutto sesto. Al centro del cortile in selciato vi è un pozzo in pietra ottagonale.
La facciata è tripartita, e suddivisa da paraste in tre ordini, che lasciano intende la divisione interna della chiesa in 3 navate. Segue il modello romanico della facciata a salienti, ed è stata realizzata nella metà del XVII secolo. Il portale è architravato, a timpano spezzato, ornato lateralmente da due cariatidi femminili che sorreggono la cornice. Al centro del timpano spezzato vi è un riquadro in pietra con una figura femminile in atto di pregare, sormontata da uno stemma. Alcuni critici hanno individuato la figura nella Contessa Jacovella di Celano.
Al centro della facciata vi è un finestrone decorato da architrave a timpano spezzato, in asse col portale, sormontato da una croce e dallo stemma dei Francescani. La data reca l'anno di completamento 1687.

### Interni

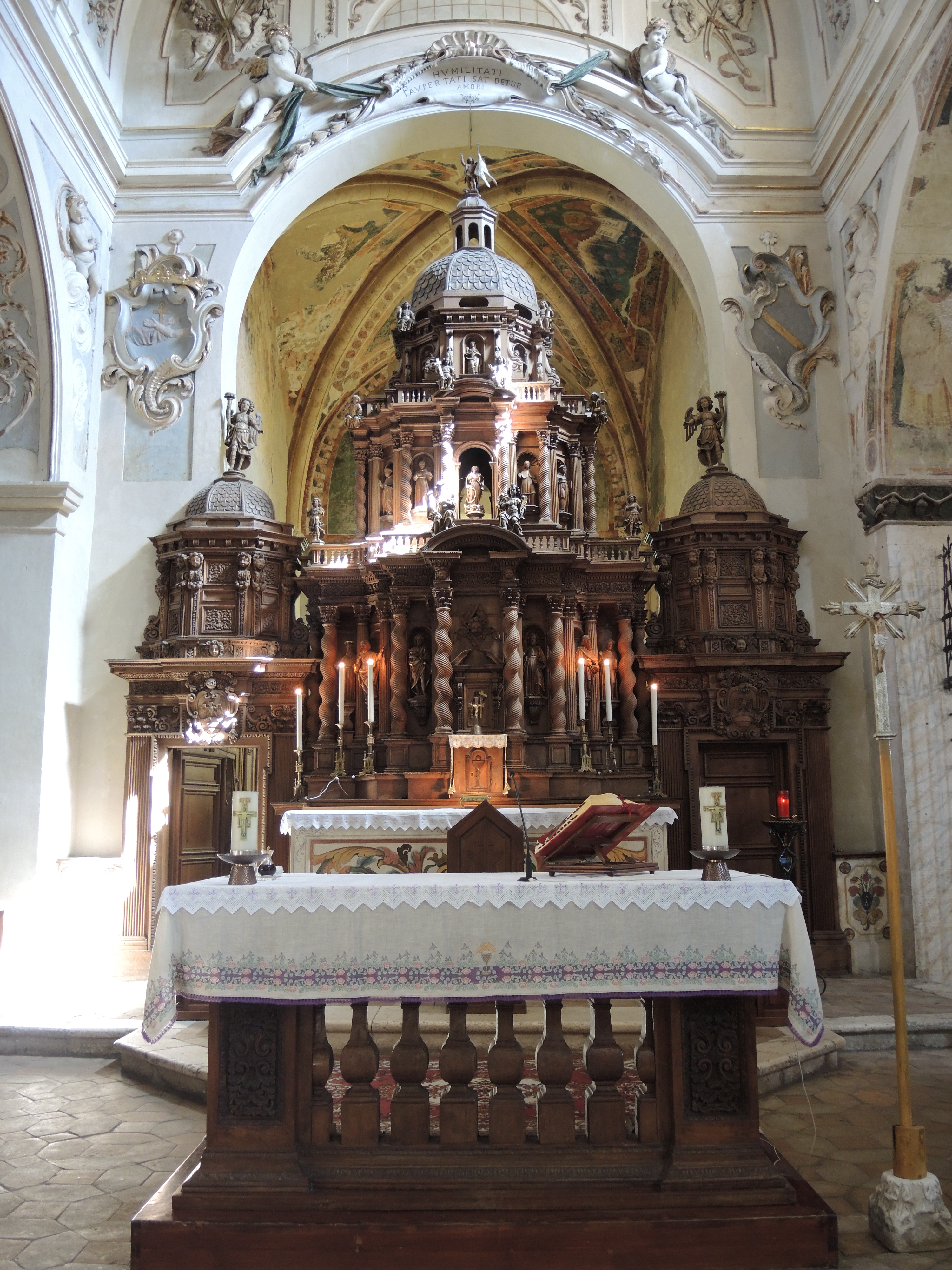
Tabernacolo monumentale dell'altare maggiore, in noce intagliato, XVIII sec.

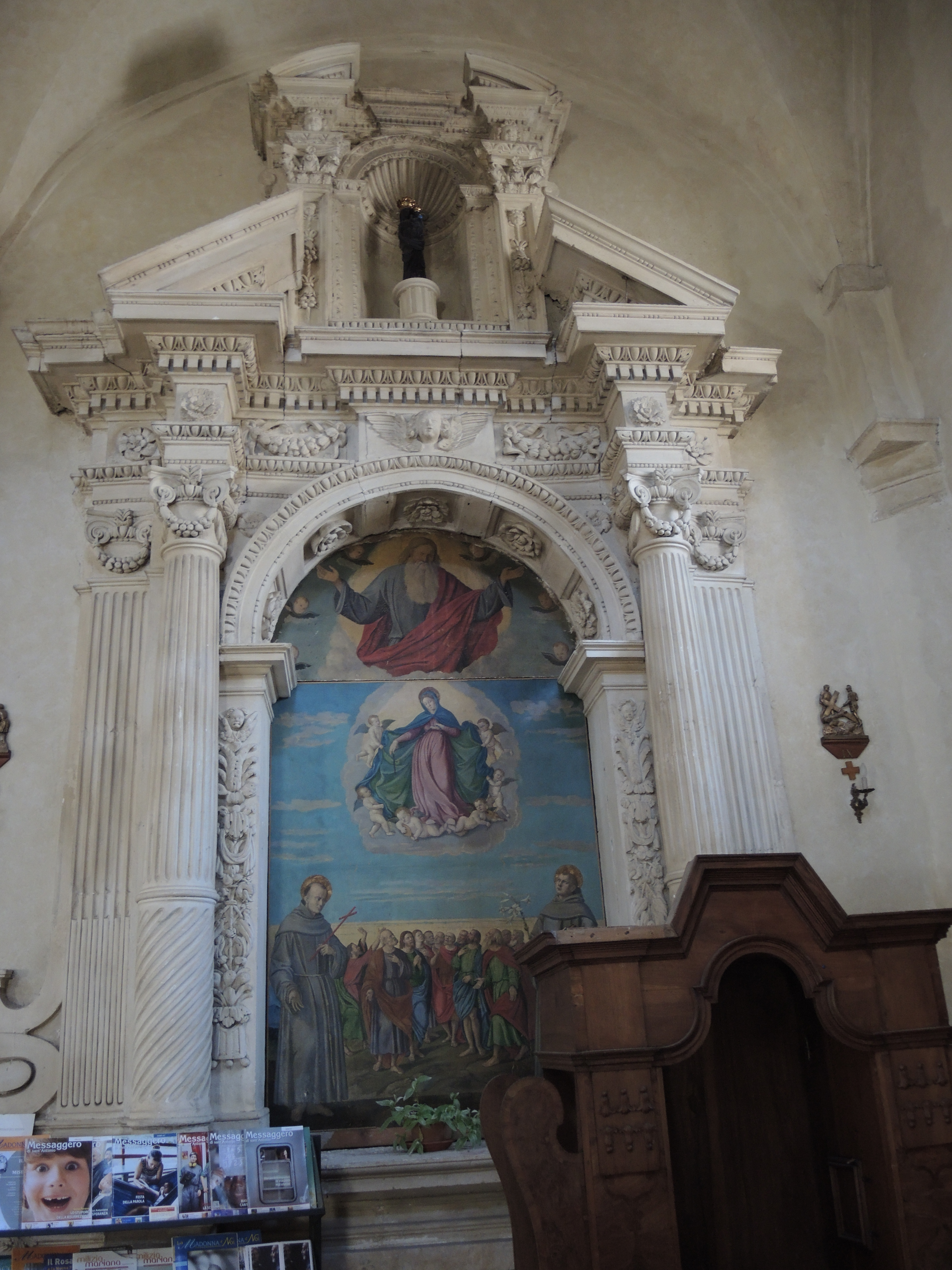
Altare dell'Assunzione di Maria

L'interno è a tre navate, scandite da pilastri, le campate sono voltate a crociera, le quali denunciano l'antico impianto gotico della chiesa. Nella navata centrale vi sono delle pitture a tempera dell'Ordine francescano e dell'Estasi di S. Francesco, opera dell'abruzzese Amedeo Tedeschi, allievo di Teofilo Patini. Gli altari sono realizzati in pietra locale da maestranze di Pescocostanzo, oppure in scagliola:
Natava destra
- Assunzione di Maria - l'altare è a tempio monumentale classico, del XVII secolo, in pietra locale, con colonne a capitelli corinzi, e timpano spezzato. Al centro vi è la tela dell'Assunzione della Vergine con in basso gli Apostoli, e i Santi dell'Ordine Francescano: San  Giovanni di Capestrano e Sant'Antonio di Padova.
- Immacolata Concezione - L'altare dell'Immacolata è in scagliola, marmi e legni intagliati e dipinti. Il tempietto ha decorazione a colonne tortili stile Bernini, e decorazioni a fogliame ornano la cornice con la scultura della Vergine. Al lato vi è il sepolcro di Vittoria Girard, morta nel 1873.
- Altare della Santissima Trinità - il terzo altare della navata destra, è in pietra locale, datato 1651. Realizzato sempre a macchina templare classica, è ornato nel riquadretto superiore dal Volto Santo, mentre la pala d'altare, della scuola del Bedeschini, illustra l'Incoronazione di Maria Regina dei Cieli con Dio Padre, Gesù e gli Angeli; le sculture laterali di destra dell'altare, nelle nicchie, sono di S. Antonio abate e S. Lucia martire.
- Madonna col Bambino - il quarto altare in legno scolpito, ospita la pala della Madonna col Bambino tra i Santi dell'Ordine Francescano

Navata sinistra
- Altare di S. Stefano martire - in noce, a tempio classico, con colonne tortili, ospita la statua di S. Stefano martire del XVII secolo.
- Altare di S. Antonio di Padova - in stucco lavorato e indorato, ospita nella nicchia la statua del Santo.
- Altare di S. Francesco - in legno scolpito, ospita la statua di S. Francesco con la croce
- Altare del Presepe - in legno, ospita la tela della Natività di Gesù.
- Altare del Santo Rosario - in pietra locale scolpita, ospita la pittura a tempera della Madonna del Rosario, con San Domenico, S. Rosa da Lima, e i Misteri del Santo Rosario - XVII sec.
- Altare di S. Agapito martire - in legno scolpito con colonne tortili barocche, ospita la tela di S. Agapito con due scene del martirio, del XVII sec.
- Altare di S. Anna - in stucco, con robuste statue e putti, progettato dall'architetto Giovan Battista Gianni, ospita l'icona sacra di S. Anna con Maria Bambina.

Altre opere di pregio nella chiesa sono la statua di S. Rocco e il cane, del XVIII secolo, opera di scuola locale, e quella di S. Francesco d'Assisi, del XIX sec.

### Altare monumentale in noce
L’altare maggiore in noce riporta gli stemmi dei Pietropaoli, che lo donarono alla chiesa nel XVII secolo. La macchina monumentale è divisa in tre settori, quello centrale sormontato da un tempietto a sei lati, e una cupola. Ciascun settore è ripartito da colonne tortili barocche, con le nicchie che ospitano nel primo settore gli Apostoli, e nel secondo settore i Santi dell'ordine Francescano. In cima alla cupola, sulla lanterna, vi è la statua di Cristo risorto. I due tempietti minori laterali sono dotati di cupoletta, sormontata da putti reggi-lanterne.
Al XVIII secolo risalgono il pulpito e l’organo in legno policromo.

### Cappella degli affreschi
Di particolare interesse la cappella gotica di San Francesco, costruita in fondo alla navata di destra sul posto dove sorgeva la chiesa di Santa Maria piè di Potano, affrescata del XIV secolo quando il conte di Celano Ruggiero II si ritirò nel convento nel 1392.
Il coro e la cappella di San Francesco contengono affreschi della scuola di Giotto, che mostrano scene di vita del santo: nella lunetta di sopra ad esempio c'è l'episodio della donazione delle vesti al lebbroso, e sotto tre riquadri che mostrano le scene della predicazione francescana, la rinuncia ai propri beni e il colloquio con il pontefice per l'approvazione della regola francescana. La resa dinamica dei volti e la vivacità dei colori hanno orientato la datazione alla metà del Trecento. Altri affreschi mostrano scene di vita di Cristo e Maria: i frammenti superstiti si riferiscono ai riquadri della Dormitio Virginis, dell'Incoronazione di Maria come Regina Coeli, poi di Cristo l'Annunciazione e la Crocifissione. Sono inoltre visibili nella volta i quattro simboli degli Evangelisti.
I capitelli scolpiti mostrano temi di repertorio romanico-gotico. 
I lavori del Seicento e Settecento hanno aggiunto l'altare maggiore in noce finemente intagliato e corredato di 27 statue lignee, con gli stemmi dei Pietropaoli che lo commissionarono; il coro con leggio centrale e lacerti di affreschi. Altre opere barocche sono il pulpito e l'organo settecentesco.